# Ponte da Barca
Ponte da Barca – miasto w Portugalii, nad rzeką Limą, wchodzące w skład dystryktu Viana do Castelo. Powierzchnia miasta wynosi 182,2 km², zamieszkane jest przez 12 061 mieszkańców.

## Sołectwa
Ludność wg stanu na 2011 r.
- Azias - 377 osób
- Boivães - 289 osób
- Bravães - 629 osób
- Britelo - 485 osób
- Crasto - 458 osób
- Cuide de Vila Verde - 344 osoby
- Entre Ambos-os-Rios - 502 osoby
- Ermida - 61 osób
- Germil - 49 osób
- Grovelas - 203 osoby
- Lavradas - 875 osób
- Lindoso - 427 osób
- Nogueira - 410 osób
- Oleiros - 466 osób
- Paço Vedro de Magalhães - 967 osób
- Ponte da Barca - 2371 osób
- Ruivos - 221 osób
- Salvador de Touvedo - 167 osób
- Sampriz - 342 osoby
- Santiago de Vila Chã - 139 osób
- São João Baptista de Vila Chã - 484 osoby
- São Lourenço de Touvedo - 210 osób
- São Pedro de Vade - 264 osoby
- São Tomé de Vade - 287 osób
- Vila Nova da Muía - 1034 osoby